# Championnats d'Europe de patinage artistique 1994
Navigation
Édition précédente Édition suivante
Les championnats d'Europe de patinage artistique 1994 ont lieu du 17 au 23 janvier 1994 au Brøndby Hall de Copenhague au Danemark.
Pour la première fois aux championnats européens, trente patineurs participent à la compétition masculine. 

## Qualifications
Les patineurs sont éligibles à l'épreuve s'ils représentent une nation européenne membre de l'Union internationale de patinage (International Skating Union en anglais). Les fédérations nationales sélectionnent leurs patineurs en fonction de leurs propres critères.
Sur la base des résultats des championnats d'Europe 1993, l'Union internationale de patinage autorise chaque pays à avoir de une à trois inscriptions par discipline.
| Entrées                                                           | Messieurs                                        | Dames                           | Couples                                              | Danse sur glace                                      |
| ----------------------------------------------------------------- | ------------------------------------------------ | ------------------------------- | ---------------------------------------------------- | ---------------------------------------------------- |
| 3                                                                 | France Russie Ukraine                            | Allemagne France Ukraine        | Allemagne Russie                                     | Finlande Russie                                      |
| 2                                                                 | Allemagne Danemark Finlande Lettonie Royaume-Uni | Belgique Hongrie Pologne Russie | Lettonie Pologne Royaume-Uni Suisse Tchéquie Ukraine | Allemagne Biélorussie France Italie Tchéquie Ukraine |
| Si non répertorié ci-dessus, une seule inscription est autorisée. |                                                  |                                 |                                                      |                                                      |

Après avoir imposé une ronde des qualifications lors des mondiaux 1993 pour les catégories individuelles masculine et féminine, l'Union internationale de patinage fait de même pour ces championnats européens 1994. Les qualifications sont divisées en deux groupes A et B. Pour ces championnats européens 1994, le top 12 de chaque groupe accède au programme court et au programme libre. Les scores des qualifications ne comptent pas pour le score final.

## Podiums
| Épreuves                            | Or                                   | Argent                               | Bronze                                |
| ----------------------------------- | ------------------------------------ | ------------------------------------ | ------------------------------------- |
| Messieurs résultats détaillés       | Viktor Petrenko                      | Vyacheslav Zahorodnyuk               | Aleksey Urmanov                       |
| Dames résultats détaillés           | Surya Bonaly                         | Oksana Baiul                         | Olga Markova                          |
| Couples résultats détaillés         | Ekaterina Gordeeva / Sergueï Grinkov | Evgenia Shishkova / Vadim Naumov     | Natalia Mishkutionok / Artur Dmitriev |
| Danse sur glace résultats détaillés | Jayne Torvill / Christopher Dean     | Oksana Grichtchouk / Ievgueni Platov | Maïa Oussova / Alexandre Jouline      |

## Tableau des médailles
| Rang  | Nation      | Or | Argent | Bronze | Total |
| ----- | ----------- | -- | ------ | ------ | ----- |
| 1     | Russie      | 1  | 2      | 4      | 7     |
| 2     | Ukraine     | 1  | 2      | 0      | 3     |
| 3     | France      | 1  | 0      | 0      | 1     |
| 3     | Royaume-Uni | 1  | 0      | 0      | 1     |
| Total | Total       | 4  | 4      | 4      | 12    |

## Détails des compétitions
Pour la saison 1993/1994, les calculs des points se font selon la méthode suivante :
- chez les Messieurs, les Dames et les Couples artistiques (0.5 point par place pour le programme court, 1 point par place pour le programme libre)
- en danse sur glace (0.4 point par place pour les deux danses imposées, 0.6 point par place pour la danse originale, 1 point par place pour la danse libre)

### Messieurs
| Rang                                        | Nom                    | Nation      | Qualif. A | Qualif. B | Points | Prog. court | Prog. libre |
| ------------------------------------------- | ---------------------- | ----------- | --------- | --------- | ------ | ----------- | ----------- |
| 1                                           | Viktor Petrenko        | Ukraine     |           | 2         | 1.5    | 1           | 1           |
| 2                                           | Vyacheslav Zahorodnyuk | Ukraine     | 1         |           | 3.5    | 3           | 2           |
| 3                                           | Aleksey Urmanov        | Russie      |           | 3         | 6.0    | 6           | 3           |
| 4                                           | Éric Millot            | France      | 4         |           | 6.0    | 2           | 5           |
| 5                                           | Philippe Candeloro     | France      |           | 1         | 7.5    | 7           | 4           |
| 6                                           | Dmytro Dmytrenko       | Ukraine     | 2         |           | 8.0    | 4           | 6           |
| 7                                           | Oleg Tataurov          | Russie      |           | 4         | 9.5    | 5           | 7           |
| 8                                           | Michael Tyllesen       | Danemark    | 3         |           | 13.5   | 11          | 8           |
| 9                                           | Andrejs Vlascenko      | Lettonie    | 7         |           | 14.0   | 10          | 9           |
| 10                                          | Ronny Winkler          | Allemagne   | 5         |           | 15.5   | 9           | 11          |
| 11                                          | Steven Cousins         | Royaume-Uni |           | 6         | 16.5   | 13          | 10          |
| 12                                          | Cornel Gheorghe        | Roumanie    |           | 5         | 18.0   | 12          | 12          |
| 13                                          | Zsolt Kerekes          | Hongrie     | 6         |           | 20.0   | 8           | 16          |
| 14                                          | Thierry Cérez          | France      |           | 9         | 22.5   | 19          | 13          |
| 15                                          | Besarion Tsintsadze    | Géorgie     |           | 10        | 22.5   | 15          | 15          |
| 16                                          | Mirko Eichhorn         | Allemagne   |           | 8         | 23.0   | 18          | 14          |
| 17                                          | Ivan Dinev             | Bulgarie    |           | 12        | 24.0   | 14          | 17          |
| 18                                          | Zbigniew Komorowski    | Pologne     | 12        |           | 28.5   | 17          | 20          |
| 19                                          | Markus Leminen         | Finlande    | 8         |           | 29.5   | 23          | 18          |
| 20                                          | Igor Lutikov           | Azerbaïdjan | 11        |           | 29.5   | 21          | 19          |
| 21                                          | Rastislav Vnučko       | Slovaquie   | 10        |           | 31.0   | 16          | 23          |
| 22                                          | Daniel Peinado         | Espagne     | 9         |           | 32.0   | 22          | 21          |
| 23                                          | Jan Erik Digernes      | Norvège     |           | 11        | 32.0   | 20          | 22          |
| Abandon                                     | Henrik Walentin        | Danemark    |           | 7         |        |             |             |
| Patineurs éliminés après les qualifications |                        |             |           |           |        |             |             |
| 25                                          | Oula Jääskeläinen      | Finlande    | 13        |           |        | NC          | NC          |
| 25                                          | Patrick Meier          | Suisse      |           | 13        |        | NC          | NC          |
| 27                                          | Tobias Karlsson        | Suède       | 14        |           |        | NC          | NC          |
| 27                                          | John Martin            | Royaume-Uni |           | 14        |        | NC          | NC          |
| 29                                          | Fabrizio Garattoni     | Italie      | 15        |           |        | NC          | NC          |
| 29                                          | Floria Tuma            | Autriche    |           | 15        |        | NC          | NC          |
| 31                                          | Jaroslav Suchý         | Tchéquie    | 16        |           |        | NC          | NC          |
| 31                                          | Emrah Polatoglu        | Turquie     |           | 16        |        | NC          | NC          |
| 33                                          | Patrick Schmit         | Luxembourg  | 17        |           |        | NC          | NC          |
| 33                                          | Tomislav Čižmešija     | Croatie     |           | 17        |        | NC          | NC          |
| 35                                          | Jan Čejvan             | Slovénie    | 18        |           |        | NC          | NC          |
| 35                                          | Vaidotas Juraitis      | Lituanie    |           | 18        |        | NC          | NC          |
| 37                                          | Raimo Reinsalu         | Estonie     | 19        |           |        | NC          | NC          |

### Dames
| Rang                                          | Nom                    | Nation      | Qualif. A | Qualif. B | Points | Prog. court | Prog. libre |
| --------------------------------------------- | ---------------------- | ----------- | --------- | --------- | ------ | ----------- | ----------- |
| 1                                             | Surya Bonaly           | France      | 1         |           | 1.5    | 1           | 1           |
| 2                                             | Oksana Baiul           | Ukraine     |           | 1         | 3.0    | 2           | 2           |
| 3                                             | Olga Markova           | Russie      |           | 2         | 4.5    | 3           | 3           |
| 4                                             | Maria Butyrskaya       | Russie      | 3         |           | 7.0    | 6           | 4           |
| 5                                             | Tanja Szewczenko       | Allemagne   |           | 6         | 7.5    | 5           | 5           |
| 6                                             | Krisztina Czakó        | Hongrie     |           | 4         | 8.0    | 4           | 6           |
| 7                                             | Anna Rechnio           | Pologne     | 9         |           | 10.5   | 7           | 7           |
| 8                                             | Katarina Witt          | Allemagne   |           | 3         | 12.5   | 9           | 8           |
| 9                                             | Marina Kielmann        | Allemagne   | 6         |           | 16.0   | 14          | 9           |
| 10                                            | Nathalie Krieg         | Suisse      |           | 5         | 16.0   | 12          | 10          |
| 11                                            | Laëtitia Hubert        | France      | 4         |           | 17.0   | 10          | 12          |
| 12                                            | Marie-Pierre Leray     | France      | 7         |           | 18.5   | 15          | 11          |
| 13                                            | Irena Zemanová         | Tchéquie    | 11        |           | 20.5   | 13          | 14          |
| 14                                            | Zuzanna Szwed          | Pologne     | 8         |           | 21.0   | 16          | 13          |
| 15                                            | Lyudmyla Ivanova       | Ukraine     | 2         |           | 21.0   | 8           | 17          |
| 16                                            | Alice Sue Claeys       | Belgique    |           | 8         | 23.5   | 17          | 15          |
| 17                                            | Mila Kajas             | Finlande    | 5         |           | 24.5   | 11          | 19          |
| 18                                            | Yulia Vorobieva        | Azerbaïdjan |           | 7         | 25.5   | 20          | 16          |
| 19                                            | Elena Liashenko        | Ukraine     | 10        |           | 28.0   | 19          | 18          |
| 20                                            | Mojca Kopač            | Slovénie    |           | 11        | 31.5   | 23          | 20          |
| 21                                            | Marta Andrade          | Espagne     | 12        |           | 33.0   | 24          | 21          |
| 22                                            | Silvia Fontana         | Italie      |           | 10        | 33.0   | 22          | 22          |
| 23                                            | Stephanie Main         | Royaume-Uni |           | 12        | 33.0   | 18          | 24          |
| 24                                            | Anisette Torp-Lind     | Danemark    |           | 9         | 33.5   | 21          | 23          |
| Patineuses éliminées après les qualifications |                        |             |           |           |        |             |             |
| 25                                            | Helena Grundberg       | Suède       | 13        |           |        | NC          | NC          |
| 25                                            | Tamara Panjkret        | Croatie     |           | 13        |        | NC          | NC          |
| 27                                            | Alma Lepina            | Lettonie    | 14        |           |        | NC          | NC          |
| 27                                            | Zaneta Stefanikova     | Slovaquie   |           | 14        |        | NC          | NC          |
| 29                                            | Ingrida Zenkeviciute   | Lituanie    | 15        |           |        | NC          | NC          |
| 29                                            | Tsvetelina Abrasheva   | Bulgarie    |           | 15        |        | NC          | NC          |
| 31                                            | Emilia Nagy            | Hongrie     | 16        |           |        | NC          | NC          |
| 31                                            | Hege Gronnhaug         | Norvège     |           | 16        |        | NC          | NC          |
| 33                                            | Olga Vassilieva        | Estonie     | 17        |           |        | NC          | NC          |
| 33                                            | Inna Ovsiannikova      | Biélorussie |           | 17        |        | NC          | NC          |
| 35                                            | Christelle Damman      | Belgique    | 18        |           |        | NC          | NC          |
| 36                                            | Monique van der Velden | Pays-Bas    | 19        |           |        | NC          | NC          |
| Forfait                                       | Sandra Brajdic         | Serbie      | NC        | NC        |        | NC          | NC          |

### Couples
| Rang | Nom                                       | Nation      | Points | Prog. court | Prog. libre |
| ---- | ----------------------------------------- | ----------- | ------ | ----------- | ----------- |
| 1    | Ekaterina Gordeeva / Sergueï Grinkov      | Russie      | 1.5    | 1           | 1           |
| 2    | Evgenia Shishkova / Vadim Naumov          | Russie      | 4.0    | 2           | 3           |
| 3    | Natalia Mishkutionok / Artur Dmitriev     | Russie      | 4.5    | 5           | 2           |
| 4    | Radka Kovaříková / René Novotný           | Tchéquie    | 5.5    | 3           | 4           |
| 5    | Mandy Wötzel / Ingo Steuer                | Allemagne   | 7.0    | 4           | 5           |
| 6    | Natalia Krestianinova / Alexei Torchinski | Azerbaïdjan | 10.5   | 9           | 6           |
| 7    | Peggy Schwarz / Alexander König           | Allemagne   | 10.5   | 7           | 7           |
| 8    | Elena Berejnaïa / Oleg Shliakhov          | Lettonie    | 12.0   | 6           | 9           |
| 9    | Olena Bilousivska / Ihor Maliar           | Ukraine     | 14.0   | 12          | 8           |
| 10   | Anuschka Gläser / Axel Rauschenbach       | Allemagne   | 15.0   | 8           | 11          |
| 11   | Leslie Monod / Cédric Monod               | Suisse      | 15.5   | 11          | 10          |
| 12   | Marta Głuchowska / Mariusz Siudek         | Pologne     | 18.5   | 13          | 12          |
| 13   | Marta Andrella / Dmitri Kaploun           | Italie      | 20.0   | 14          | 13          |
| 14   | Svetlana Pristav / Viacheslav Tkachenko   | Ukraine     | 22.0   | 10          | 17          |
| 15   | Sarah Abitbol / Stéphane Bernadis         | France      | 22.5   | 17          | 14          |
| 16   | Elena Grigoreva / Serghei Sheiko          | Biélorussie | 23.5   | 15          | 16          |
| 17   | Dana Mednick / Jason Briggs               | Royaume-Uni | 24.5   | 19          | 15          |
| 18   | Dorota Zagórska / Janusz Komendera        | Pologne     | 26.0   | 16          | 18          |
| 19   | Ulrike Gerstl / Björn Lobenwein           | Autriche    | 28.0   | 18          | 19          |

### Danse sur glace
| Rang                                               | Nom                                      | Nation      | Points | Danse imposée 1 | Danse imposée 2 | Danse originale | Danse libre |
| -------------------------------------------------- | ---------------------------------------- | ----------- | ------ | --------------- | --------------- | --------------- | ----------- |
| 1                                                  | Jayne Torvill / Christopher Dean         | Royaume-Uni | 3.6    | 3               | 2               | 1               | 2           |
| 2                                                  | Oksana Grichtchouk / Ievgueni Platov     | Russie      | 3.8    | 2               | 3               | 3               | 1           |
| 3                                                  | Maïa Oussova / Alexandre Jouline         | Russie      | 4.6    | 1               | 1               | 2               | 3           |
| 4                                                  | Susanna Rahkamo / Petri Kokko            | Finlande    | 9.2    | 5               | 4               | 4               | 5           |
| 5                                                  | Sophie Moniotte / Pascal Lavanchy        | France      | 9.4    | 6               | 6               | 5               | 4           |
| 6                                                  | Anzhelika Krylova / Vladimir Fedorov     | Russie      | 11.4   | 4               | 5               | 6               | 6           |
| 7                                                  | Irina Romanova / Igor Yaroshenko         | Ukraine     | 14.0   | 7               | 7               | 7               | 7           |
| 8                                                  | Kateřina Mrázová / Martin Šimeček        | Tchéquie    | 16.0   | 8               | 8               | 8               | 8           |
| 9                                                  | Jennifer Goolsbee / Hendryk Schamberger  | Allemagne   | 18.0   | 9               | 9               | 9               | 9           |
| 10                                                 | Tatiana Navka / Samuel Gezalian          | Biélorussie | 20.2   | 11              | 10              | 10              | 10          |
| 11                                                 | Margarita Drobiazko / Povilas Vanagas    | Lituanie    | 21.8   | 10              | 11              | 11              | 11          |
| 12                                                 | Marina Anissina / Gwendal Peizerat       | France      | 24.0   | 12              | 12              | 12              | 12          |
| 13                                                 | Yaroslava Nechaeva / Yuri Chesnichenko   | Lettonie    | 26.4   | 14              | 14              | 13              | 13          |
| 14                                                 | Radmila Chroboková / Milan Brzý          | Tchéquie    | 27.6   | 13              | 13              | 14              | 14          |
| 15                                                 | Agnieszka Domańska / Marcin Głowacki     | Pologne     | 30.2   | 16              | 15              | 15              | 15          |
| 16                                                 | Diane Gerencser / Alexander Stanislavov  | Suisse      | 32.8   | 17              | 16              | 16              | 17          |
| 17                                                 | Barbara Fusar-Poli / Alberto Reani       | Italie      | 34.0   | 15              | 17              | 16              | 18          |
| 18                                                 | Angelika Führing / Peter Wilczek         | Autriche    | 35.4   | 20              | 18              | 18              | 17          |
| 19                                                 | Yvonne Schulz / Sven Authorsen           | Allemagne   | 38.2   | 19              | 20              | 19              | 19          |
| 20                                                 | Laura Bonardi / Alessandro Reani         | Italie      | 39.4   | 18              | 19              | 20              | 20          |
| 21                                                 | Olga Pershankova / Nikolai Morozov       | Azerbaïdjan | 43.0   | 24              | 23              | 21              | 21          |
| 22                                                 | Svitlana Chernikova / Oleksandr Sosnenko | Ukraine     | 43.6   | 21              | 21              | 22              | 22          |
| 23                                                 | Viera Poracova / Pavel Porac             | Slovaquie   | 46.6   | 22              | 22              | 23              | 24          |
| 24                                                 | Enikő Berkes / Szilárd Tóth              | Hongrie     | 47.0   | 23              | 25              | 24              | 23          |
| Couples de danse éliminés après la danse originale |                                          |             |        |                 |                 |                 |             |
| 25                                                 | Katri Kuusniemi / Juha Sasi              | Finlande    |        | 26              | 26              | 25              | NC          |
| 25                                                 | Albena Denkova / Hristo Nikolov          | Bulgarie    |        | 25              | 24              | 26              | NC          |
| 25                                                 | Anita Chaudhurti / Hans T'Hart           | Pays-Bas    |        | 27              | 29              | 27              | NC          |
| 25                                                 | Tuire Haahti / Toni Mattila              | Finlande    |        | 28              | 27              | 28              | NC          |
| 25                                                 | Anna Mosenkova / Dmitri Kurakin          | Estonie     |        | 29              | 29              | 29              | NC          |